# La Tendresse du maudit
Pour plus de détails, voir Fiche technique et Distribution.
La Tendresse du maudit est un court-métrage d'animation français réalisé par Jean-Manuel Costa sorti en 1980.
Il a remporté le César du meilleur court métrage d'animation en 1982.

## Synopsis
Dans Paris dévasté après une guerre nucléaire, une gargouille de la cathédrale Notre-Dame reprend vie.

## Fiche technique
- Réalisation : Jean-Manuel Costa
- Musique: Pierre Mourey
- Date de sortie : novembre 1980
- Durée : 10 minutes

## Critiques
« Ce film d'animation parvient, avec une technique parfaite, à créer un univers fantastique, où coexistent le cauchemar et la poésie. ».

## Distinctions
- 1981 : Prix du court-métrage à Avoriaz
- 1982 : César du meilleur court métrage d'animation
- Sélectionné au Festival de Cannes[2]